# 悪魔六騎士
悪魔六騎士（あくまろくきし）は、ゆでたまごの漫画『キン肉マン』に登場する架空の人物、
- スニゲーター
- プラネットマン
- ジャンクマン
- ザ・ニンジャ
- アシュラマン
- サンシャイン

の6人を指す総称。
「7人の悪魔超人編」に続いて悪魔超人との抗争を描く「黄金のマスク編」に登場する悪魔超人の上位集団である。なお、青リンクのキャラクターについては、それぞれの項目を参照。
媒体によってプロフィールが異なるキャラクターもいるため、その場合は併記する。

## 概要
初登場は黄金のマスク編「伝説のマスク!!の巻」。
初登場時は「地獄の6騎士」とも名乗り、偽の黄金のマスクと黒装束で姿を隠していた。全正義超人のエネルギー源である黄金のマスクを奪い、キン肉マンらアイドル超人に敗れた7人の悪魔超人に代わり、正義超人殲滅を目論む。6人それぞれが「地獄めぐり」と呼ばれる地獄を各地に張り巡らせ、相手をその場所に引き込む。
彼らを統べる悪魔将軍の肉体を形成する（アシュラマンを除く5人だけでも形成は可能）。また大魔王サタンの分身でもあり、黄金のマスク奪取時にサタンから悪魔六騎士が分裂する描写がある。
悪魔超人軍の最高幹部連であり、バッファローマンら一般の悪魔超人たちを監督・指導する役目を担う。また、伝説の古代超人ゴールドマンこと悪魔将軍から直接指導を受けることのできた弟子たちでもあり、心から忠誠を誓っている。
ゆでたまごの原作担当の嶋田隆司によると、黄金のマスク編が始まる間際に、担当編集が高橋俊昌に変わり、高橋の出身地である大分県の別府温泉の観光スポット"地獄めぐり"をヒントに悪魔六騎士の地獄めぐりを思いついたという。また、当初本物の黄金のマスクを持っているかを決めておらず、六騎士が持っているマスクがどれも偽者だったら面白いかもと思ったところから、さらに上位の存在である悪魔将軍が生まれた。作画担当の中井義則は、バッファローマンという最強の敵の後にさらに格上の敵を登場させたことで『週刊少年ジャンプ』でよくあるインフレパターンにはまり、神話的要素が入り話が難解になり始めたことで煮詰まり感と人気下降という不安を抱いていたが、読者には問題なく受け入れられ人気は衰えなかったと述懐している。
悪魔超人を影から操る上位集団であるが、勝率が7人の悪魔超人より低いことが話題として上げられることがある。

## 経歴
アイドル超人に敗れた7人の悪魔超人の首を刎ね、胴塚へ放置する。悪魔超人のうちバッファローマンを除く6人は、この時アシュラマンに片腕を奪われている。
その後キン肉星を襲撃し、平和のシンボルである黄金のマスクを強奪。そのため地球の正義超人はパワーが減少し、窮地に陥る。
銀のマスクを手にしパワー減少を逃れたキン肉マンに挑戦状を叩きつけ、各地に地獄を張り巡らせ、キン肉マンを待ち受ける。
彼らが待ち受けていた場所と地獄は以下の通り。
- スニゲーター 地獄めぐりNo.1・ワニ地獄（日本武道館）
- プラネットマン 地獄めぐりNo.2・宇宙地獄（豊島園 アニメではよみうりランド）
- ジャンクマン 地獄めぐりNo.3・血の海地獄（国立競技場）
- ザ・ニンジャ 地獄めぐりNo.4・焦熱地獄（田園コロシアム）
- アシュラマン 地獄めぐりNo.5・竜巻地獄（西武球場）
- サンシャイン 地獄めぐりNo.6・砂地獄（蔵前国技館 アニメでは両国国技館[注 1]）

最初の刺客スニゲーターを破ったキン肉マンは、2番目の刺客プラネットマンの人面プラネットによりテリーマンたちを人質にとられるが、ウォーズマンの献身によりプラネットマンを撃破。人質にされたテリーマンたちはプラネットマンのパワーを吸収し復活するが、ウォーズマンはコンピュータが停止し仮死状態となる。
キン肉マンが弱小地獄ばかりを選び、なおかつプラネットマンの作戦ミスによりアイドル超人のパワーを甦らせたために、彼らを一度に抹殺しようと残る4人の悪魔騎士は瀕死のウォーズマンの体内に侵入する。瀕死のウォーズマンを救うため、キン肉マン、テリーマン、ロビンマスク、ブロッケンJr.、新しく参戦したジェロニモが悪魔騎士の用意したリサイクル・ゾーンに飛び込み、ウォーズマンの体内へ侵入する。
ウォーズマンの体内を進む一行を妨害する悪魔騎士は、五重のリングにてテリーマンらと対戦するも、黄金のマスクは奪取される。キン肉マン自身もウォーズマンの背骨を伝い、リング最上階を目指すがニンジャらの妨害もあり登れなかったが、仲間の友情を捨てきれずセコンドとして応援していた。アニメではウォーズマンの背骨が細めになり、特殊なグリスが塗られ滑って登れずにいた。
アイドル超人が悪魔騎士から奪取した黄金のマスクはすべて偽物ということが判明し、彼らを操る悪魔将軍が出現。悪魔騎士を蘇らせ、自分の肉体とした。
その後、キン肉マンの手により悪魔将軍は倒され、脱出したアシュラマン、サンシャインを除く4人は事実上死亡する。
死亡した4人は、後に夢の超人タッグ編のマッスル・ブラザーズ（キン肉マン、キン肉マングレート）VSはぐれ悪魔超人コンビ（アシュラマン、サンシャイン）戦において、アシュラマンの用意した地獄のキャンバスより霊体として出現する。マッスル・ブラザーズを苦しめるが、再びキャンバスに封じられた。はぐれ悪魔超人コンビの敗退後、サンシャインも完璧超人の制裁により死亡した。
その後、ザ・ニンジャは復活して、アシュラマンとともにキン肉アタルが率いる超人血盟軍に参加する。
完璧超人始祖編では、悪魔将軍が超人墓場へ侵攻するのに伴い、悪魔六騎士全員が復活し、悪魔将軍のもとに再び集結する。
超人墓場にて悪魔将軍が禁断の石臼を逆回転させることで崩壊させ、超人墓場と地上の現世が直結して悪魔六騎士が進入できるようになったため、悪魔将軍に続いて超人墓場への侵攻を開始する。

## スニゲーター

### 概要（スニゲーター）
初登場は黄金のマスク編「恐怖のワニ地獄の巻」。ワニ（ナイルワニ）とスニーカーの合体超人。「地獄めぐりNo.1・ワニ地獄」を司る、悪魔騎士の最初の刺客。脱皮することにより、様々な爬虫類に姿を変えることが可能。また体の一部を失っても、トカゲのように再生する。真の姿は肉食恐竜ティラノサウルス（Tレックス）の足である。悪魔将軍に合体した時はボディの強靭さを担当。口癖は「ケケケー」。
同じく多彩な変身ができるサンシャインをライバル視していた。また、キン肉マンを殺した（仮死状態）最初の超人である。訓練を行う悪魔超人たちの教官も担当しており、鞭を手に7人の悪魔超人たちをしごいている。中でもスプリングマンとステカセキングに対しては「鉄クズ」や「おもちゃ」などと罵倒していた。しかしその反面、スプリングマンの新必殺技の特訓の施しやスクリーン越しにスプリングマンの亡骸を見た際には他の7人の悪魔超人たちの安否を確認する際に真っ先にステカセキングの名前を挙げたり、「奴らを育てた俺がくたばるわけにはいかない」と奮起したり（この際、体が光り輝き、まるで燃え上がるかのような描写がある）涙を流すなど弟子たちへの確かな想いもある。「弟子たるもの尊敬する師は越えなければならない」という考えを持っている。悪魔将軍から戦いの手ほどきを受けている描写もあり、彼を師として越えるつもりだった。
外見やファイトスタイルは凶暴だが、アシュラマンらと同じように人間に危害を加えることは好まず、ガンマンが自分への攻撃に人間も巻き込んで被害を出した際には「人間たちにまでなんてひどいことを」と非難している。
アニメ版では、正体であるティラノサウルスの足に変身し真剣勝負をしようとした際、キン肉マンに軽口を叩かれる、爪を切ろうと巨大な爪切りで追い回される、爪に赤いマニキュアを塗られるなど事あるごとにおちょくられ、「お願いだから真剣勝負しようよ〜」と泣いて訴えるコミカルなシーンがある。
続編『キン肉マンII世』では息子（スニゲーターJr.）と孫（MAXマン）が登場した。スニゲーターは多彩な変身ができた代わりに、一つ一つの変身の完成度が低かったことがキン肉マンとの戦いの敗因として指摘されていた。

### 経歴（スニゲーター）
日本武道館においてキン肉マンと対戦し、黄金のマスクをプロジェクターとして使い、会場内の物を爬虫類に変えて攻撃した。それを見破られ、口裂けキン肉バスターにより口が大きく裂かれるが、脱皮により、カメ→ヘビ→エリマキトカゲ→カメレオンと次々に変身。最終的には、正体であるティラノサウルスの足に変身した。
最後は銀のマスクの助言を受けたキン肉マンにベアハッグからフロントスープレックスを決められ絶命した。しかし、道連れとしてキン肉マンの超人強度を奪い仮死状態に至らせた。この直後、ウルフマンが命を投げ出してキン肉マンを蘇生させている。
夢の超人タッグ編では、悪霊となって登場。プラネットマンと共にマッスル・ブラザーズを襲うが、マッスル・ローリングで潰されている。
キン肉星王位争奪編では超人墓場から脱走を企てるが、「超人ハンター」ジ・オメガマンにハントされ、背中の巨大指にコレクションされる。
それから約2年近くして復活し、悪魔将軍に続いて他の悪魔六騎士のメンバーと共に超人墓場の奥へ進み、次元の壁を通ってイタリアのピサのドゥオモ広場の完璧の塔にて完璧超人始祖の一人ガンマンと交戦する。新たにコモドドラゴンの姿も見せるなど多彩な変身能力で奮闘するが、ガンマンの「真眼」で変身を無力化される。切り札であるTレックスの足のパワーも通用せず、スプリングマンの亡骸を見て涙したことで足指の中の本当の顔を見破られる。最期はガンマンのエルクホルン・テンペストで体をバラバラにされ、再生を試みるも場外へ蹴り飛ばされてKO負けした。生き残ったバッファローマンとブラックホールに、「こいつを倒しオレを越えたと証明してみせろ」と敵討ちを「最後の課題」と命じて息を引き取った。
アニメオリジナルのザ・サイコー超人の挑戦編では、サイコー超人カレイヤスと過去に対戦し、その変身能力に恐怖してわずか1分で試合放棄していたことが明らかになる。
小説『キン肉マンII世 SP 伝説超人全滅!』では、正体がギガノトサウルスの足となった状態で復活。アレキサンドリア・ミートに変身して正義超人に侵入、それぞれの姿に変身し伝説超人らを次々と抹殺。また、新世代超人たちとの戦いでは分身してそれぞれが戦うという荒業も見せた。死亡後は細胞が飛び散り、死亡した超人たちをよみがえらせた。

### 主要対戦成績（スニゲーター）
- ×キン肉マン（フロントスープレックス〈アニメでは大風車と命名〉）
- ×ガンマン（エルクホルン・テンペスト）

### 得意技（スニゲーター）
スニーカーキック
強烈なキックで相手を空中高く飛ばす。
地獄の宇宙遊泳
スニーカーキックで空中に蹴り上げた相手に噛み付く。体の三ヵ所を食いちぎる動きはウルトラCと評されている。
ワニ地獄
黄金のマスクをプロジェクターとして使い、そこから照射される光によりパイプ椅子や紙吹雪を爬虫類に変える。
変身 / 変身殺法
戦況に応じて脱皮を繰り返し、あらゆる爬虫類に変身する。
エリマキ・カッター
名前は『キン肉マンII世 超人聖戦史』より。エリマキトカゲに変身し、襟巻きで相手を切り裂く。
地獄のエリマキ逆扇風機
アニメオリジナル技。扇風機の要領で襟巻きを回転させて相手を吸い込み、切り裂く。
スニゲーター姿隠しマジック
名前はアニメより。カメレオンの保護色を利用し姿を隠す。
ティラノ・ハンド / 地獄の封印
名前はそれぞれゲームより。ティラノザウルスの足に変身してスニーカーの中に身を隠し、相手にスニーカーの紐を解かせることにより中から飛び出して踏み潰す。
ダイナソーフットネイル・クロー
Tレックスの足の状態で相手を捕獲し、4本の爪を食い込ませる。
クロコダイルテイル
ワニの姿から尻尾を伸ばし、突き刺す。
タートル・キル・シェル
ワニガメに変身しての甲羅部分での体当たり。

### プロフィール（スニゲーター）
- 種別 - 悪魔超人[7]
- 出身 -  コンゴ共和国[12]
- 身長体重 - 自在に変化[12]（ワニ時 210cm 180kg[7]）
- 超人強度 - 400万パワー[12][7]
- 年齢 - 不明[13]
- 家族 - 息子 スニゲーターJr 孫 MAXマン
- 備考 - 脱皮超人
- 声優 - 二又一成[14]、増谷康紀（キン肉マンII世）[15]、宮内敦士（完璧超人始祖編）[16]

#### 個人タイトル歴（スニゲーター）
- アフリカ最強超人リーグ争覇戦優勝('81)[17]

#### 異名（スニゲーター）
- ワニ地獄の変身（トランスフォーム）マスター[18]
- 地獄の鬼教官[19]
- 脱皮超人[20]
- 恐怖ワニ地獄[20]
- 地獄の悪魔騎士No.1[20]
- 奮い立つ悪魔界の鬼教官[20]

## プラネットマン

### 概要（プラネットマン）
初登場は黄金のマスク編「友情の断髪式!!の巻」。太陽系の惑星を模した肉体を持ち、神の手から太陽系11の星を全て奪ったと豪語する。「地獄めぐりNo.2・宇宙地獄」を司り、悪魔将軍のボディとなった際はスピードおよび宇宙的レスリングを担当。その正体は太陽系12番目の星バルカン。口癖は「カカカーッ」。反則すれすれの宇宙法則を乱すダーティー・ファイトが信条。
あらゆる惑星の特色を活かした技を得意とするが、嶋田によれば、戦い方が決めづらく毎回技を考えては作画していたがどうしても盛り上がらず、早く次の試合に進めたくて仕方がなかったという。これらの技は宇宙に詳しかった担当編集のアイデアによるものである。また闘いの舞台に豊島園を選び、色んな乗り物を使った試合展開が出来ると思ったが、逆にその思いに苦しんだとも語っている。プラネットマン戦はファンには不評であり、この影響により『週刊少年ジャンプ』における人気が下降したため、テコ入れとしてウォーズマンの体内での闘いが考えられた。

### 経歴（プラネットマン）
キン肉マンが2番目に対戦した悪魔六騎士。豊島園（アニメではよみうりランド）において多彩な技を使ってキン肉マンを苦しめ、また一時的に正義超人たちを全滅させている。さらには己の肉体に瀕死の超人たちの内テリーマン、ウォーズマン、ブロッケンJr.、ロビンマスク、カナディアンマン（原作のみ）、ビビンバ（アニメでは委員長）、キン肉真弓、キン肉王妃の魂を宿らせ「人面疽」とし人質に取る卑怯な戦法を使ったが、ウォーズマンの命を張った叱咤激励を受けたキン肉マンの拳で心臓を貫かれ、人質となった超人たちを蘇らせることになる。
最後の賭けとしてプラネットリングで攻撃するが、キン肉マンに背後に回りこまれ、戻ってきたリングに首を刎ねられて（アニメでは被っていた黄金のマスクが外れるのみ）ブラックホールスープレックスでリングにできた穴から落とされて絶命。
夢の超人タッグ編では、悪霊となって登場。魔雲天やスニゲーターと共にマッスル・ブラザーズを襲うが、マッスル・ローリングで潰されている。
キン肉星王位争奪編の初期には、超人墓場で浮遊していた。
「完璧超人始祖編」で復活し、他の悪魔六騎士のメンバーと共に超人墓場の奥へ進み、サグラダ・ファミリアにて完璧超人始祖の一人サイコマンと交戦。宇宙的レスリングを駆使するも、サイコマンのマグネットパワーで大ダメージを受ける。窮余の策として人面プラネットを使用して死亡した完璧無量大数軍のメンバーを呼び集めるが、冷酷なサイコマンに全く躊躇せず潰される。最期はストロング・ザ・武道の正体の口封じおよび反逆への「見せしめ」として〈完幻〉ファントム・キャノンを食らい、体を粉々にされて絶命した。

### 主要対戦成績（プラネットマン）
- ×キン肉マン（ブラックホールスープレックス）
- ×サイコマン（〈完幻〉ファントム・キャノン）

### 得意技（プラネットマン）
プラネットリング
腰に装着された土星の輪をブーメランのように投げて攻撃する。相手を追尾する特性がある。別名「気円斬」。
試合終盤ではヘル・ザ・プラネットリングと呼んで使用、アニメでは発光する演出が追加された。
リングストーン
腰に装着された輪を噛み砕き、相手に向かって無数の破片を吐き出す。土星の輪が小さな岩石であることが名前の由来。
プラネット重力
太陽系で一番巨大な木星（胸部）の重力を利用し、相手を引き寄せる。
氷点下の首四の字
相手に首四の字固めをかけ、太陽から遠く離れ極寒の海王星と冥王星の部分（両足首）を利用し、相手を凍りつかせる。
フローズンクラッシャー
首四の字で氷結させた相手をニードロップで粉砕する。
魔技・惑星直列（アニメでは悪魔の技・惑星直列）
プラネットマンの体をなす惑星が惑星直列をイメージして一直線に連なり、相手を貫く。
魔技・グランドクロス（アニメでは悪魔の技・グランドクロス）
プラネットマンの体をなす惑星がグランドクロスをイメージした十字配列となり、相手をマットの下から上空へ打ち上げボディスラムで落とすか、そのまま体を押し潰す。
アポロンダイナマイト（太陽爆弾）
太陽の塊を相手に投げつける。
魔技・人面プラネット
魔技中の魔技といわれる。悪魔霊術霊波共鳴により、死亡して間もない超人の魂を人面疽として自分の各惑星に浮かび上がらせ、人質とする。人面疽が傷つくと、その人物も傷つくようになっている。
嶋田によると、引きでインパクトを作りたくて行った技。
人面疽クラッシュ
魔技・人面プラネットで人質をとった状態でのボディプレス。
宇宙地獄
周囲を無重力の宇宙空間と重力のある地上の両空間に転換させ、相手に互いの位置を見失わせる。
ジュピターリング
胸部の木星にかかるリングで相手を斬り裂く。土星のリングを失った際に予備のリングとして使用する。
オリンポスボルケーノ
カナディアンバックブリーカーで相手を固定させた後、肩部の火星にあるオリンポス火山を噴火させて吹き飛ばす。

### プロフィール（プラネットマン）
- 種別 - 悪魔超人
- 出身 - 北極[27] /  南極[12]（当初は不明とされていた[28]） / バルカン星[29]
- 身長体重 - 254cm 420kg[12]
- 超人強度 - 500万パワー[12]
- 年齢 - 26歳[27]
- 声優 - 田中秀幸[14][30]

#### 個人タイトル歴（プラネットマン）
- リアル太陽系J（ジュニア）・ヘビー級[31]

#### 異名（プラネットマン）
- 銀河悪魔（コズミック・デビル）[32]
- 太陽系を支配する暗黒の力[18]
- 無限の宇宙[20]
- 掟破りの宇宙地獄[20]
- 神の実権を奪いし悪魔[20]

## ジャンクマン

### 概要（ジャンクマン）
初登場は黄金のマスク編「驚異のリング!!の巻」。両腕がスパイク付きのプレス機「ジャンクハンド」になっており、それを利用して相手を挟み潰す技「ジャンククラッシュ」を得意とする。「地獄めぐりNo.3・血の海地獄」を司る悪魔騎士で、ジャンクマンの攻撃を食らった超人は全身の血液が全て抜き取られる。胴体からもスパイクを出現させることが可能。悪魔将軍のボディとなった際は残虐性を担当。体色は原作では肌色、アニメでは薄紫色になっている。口癖は「ニヒヒヒ」。
トレーニング時には腕に紐でダンベルを括り付けている。食事の際は鋲に食べ物を突き刺して行う。また、試合後に食事をする時は血まみれになった手を必ず洗う繊細さ、食事後に試合をする時は食べカスがあっては失礼と手を洗う礼儀正しさを持っている。
完璧超人始祖編ではジャンクハンドは生まれつき備わっているものとされているが、過去に発売されたSD型キン消しではプレス部分は普通の腕に取り付けるパーツになっていた。
側頭部には三本の線が描かれているが、考案者である学研プラスの芳賀靖彦によると、どこかメカっぽい雰囲気を出したくなって描き足したものだという。
学研プラスの図鑑『キン肉マン「超人」』では「体の部位を発達させた超人」に分類されている他、自然現象類超人の中の「気温・室温をあやつる超人」にも分類されている。

### 経歴（ジャンクマン）
スニゲーター、プラネットマンが倒された後、残りの悪魔騎士と共にウォーズマンの体内に侵入する。五重のリング1階でロビンマスクと対戦した。
ロビンマスクと併せてウォーズマンの背骨とそれを登るキン肉マンをも狙う合理的な攻撃法でロビンマスクを追い詰めるが、ロビンマスクの身を挺した行動に阻まれ、身を軽くするロビン戦法に翻弄される。疲労したロビンマスクをジャンククラッシュに捉えるが、大量の血で滑って技がすっぽ抜け、「逆タワーブリッジ」を受けて敗北。自身の持っている黄金のマスクを破壊し、それが偽物であることをロビンに告げて絶命した。アニメではロビンマスクが大量の血を利用して脱出し、偶然ではなく計算によるものとなっている。
敗北後、胴体の鋲を出現させたままリング内に倒れていたが、ブロッケンJr.と共に2階から落下したザ・ニンジャが鋲に刺さって死亡（ブロッケンはロビンマスクに受け止められ生存）した。
夢の超人タッグ編では、悪霊となって登場。ザ・ニンジャと共にマッスル・ブラザーズを襲うが、マッスル・ローリングで潰されている。
キン肉星王位争奪編の初期には、超人墓場で浮遊していた。その後、超人墓場から脱走を企てるが、「超人ハンター」ジ・オメガマンにハントされ背中の巨大指にコレクションされる。
その約2年後に復活し、悪魔六騎士のメンバーと共に超人墓場の内部に侵入。完璧超人始祖の一人ペインマンと始祖の門（オリジンゲート）がある地下闘技場に設置された金網リングで交戦する。あらゆる衝撃を吸収するペインマンの緩衝材ボディに苦戦するが、ジャンクハンドの連続空撃ちで熱を持たせて緩衝材内部の空気を膨張させ、胸の緩衝材を割ることに成功する。そこで体力を使い果たしたかと思われたが、左のジャンクハンドを自らもぎ取って体を軽くしたことで逆転勝利した。ペインマンの超人閻魔（ザ・マン）や悪魔将軍に対する感情を察するなど、対正義超人のロビンマスク戦ではなかった相手の気持ちを汲む面も見せた。しかしジャンクマン自身のダメージも大きく、金網リング内で戦闘不能状態となりその場で倒れ込んだ。
オメガ・ケンタウリの六鎗客編では、左腕のジャンクハンドがくっついており回復していたが、魔界で生き残ったサンシャインたちと一緒にいたところを、大魔王サタンが張った結界によって閉じ込められ、地上に通じる魔界の扉が封印される。しかしその後、復活した関ヶ原の浮遊立方体リングで実体化した大魔王サタンをジャスティスマンが倒したことで、結界は解除された。
オメガ・ケンタウリの六鎗客編の後の新シリーズでは、ローマ・コロッセオのリングでゴッドセレクテッドがマイティハーキュリーズに勝利した後、調和の神が告げた地上と天界を繋ぐ道であるバベルの塔に入れる、八個のカピラリアの欠片を持つ八名の超人を選び出す際にサンシャインが途中で口を挟んできた時には、魔界でサンシャインの後ろでブラックホールと共に様子を見守っていた。
『キン肉マンII世 究極の超人タッグ編』では、漫画の古雑誌「少年ジャンク」が登場している。ジャンクマンが表紙に描かれており、『たたかえ!ジャンクマン』が連載されていた。

### 主要対戦成績（ジャンクマン）
- ×ロビンマスク（逆タワーブリッジ）
- ○ペインマン（ジャンククラッシュ）

### 得意技（ジャンクマン）
ジャンククラッシュ
相手に突進し、両腕のジャンクハンドで挟み潰す。「地獄のプレス」という呼び名の技もある。
ジャンクキューブクラッシュ
ジャンクハンドをコの字型に変形させて繰り出す。作中ではロビンマスクの鎧を鉄の塊にした。
オーバーヒートジャンククラッシュ
空撃ちして熱を持たせたジャンクハンドで繰り出す。ペインマン戦で使用。
シャープネスジャンクアッパー
ジャンクハンドを折り曲げ（「レ」を天地逆にした形状）、鋭角の部分で殴りつける。
ジャンクスパイク
胸部や腹部から鋲を突き出す。
魔技・ダブルフェイス（アニメでは悪魔の技・ダブルフェイス）
後頭部にもうひとつの顔を出現させ、背後の相手に対応する。直線的な攻撃しか行えないジャンククラッシュの死角をなくす技。
ダブルフェイスクラッシュ
魔技・ダブルフェイスを使用した状態で、真後ろにジャンククラッシュを放つ。

### プロフィール（ジャンクマン）
- 種別 - 悪魔超人
- 出身 -  香港[28] /  オーストラリア[12]
- 身長体重 - 190cm 115kg[12]
- 超人強度 - 600万パワー[18]
- 年齢 - 25歳[27]
- 好物 - ジャンクフード[34]
- 声優 - 岸野一彦[14][30]

#### 個人タイトル歴（ジャンクマン）
- 不明[38]

#### 異名（ジャンクマン）
- 血の海地獄のクラッシャー[18]
- 血の海地獄の番人[20]
- "ひとつの技"を極めしもの[20]
- 歴史に名を刻む勝利者[20]
- 限界超えた執念の鋼腕[20]

## ザ・ニンジャ
「地獄めぐりNo.4・焦熱地獄」を司る悪魔騎士。元は日本の忍者。

## アシュラマン
「地獄めぐりNo.5・竜巻地獄」を司る悪魔騎士。悪魔騎士の首領格。6本の腕を生かした戦法を使う。キン肉バスターのコピー技阿修羅バスターが得意技。

## サンシャイン
「地獄めぐりNo.6・砂地獄」を司る悪魔騎士。アシュラマンと並ぶ悪魔騎士の首領格。

## テーマソング
恐怖の惑星バルカン
歌 - 荒川務 / セリフ - 田中秀幸（プラネットマン） / 作詞 - 森雪之丞 / 作曲 - 芹澤廣明 / 編曲 - 松井忠重
ジャパニーズ・マジック
歌 - コロムビアゆりかご会、こおろぎ'73 / セリフ - 広瀬正志（ザ・ニンジャ） / 作詞 - 森雪之丞 / 作曲 - 芹澤廣明 / 編曲 - 松井忠重
阿修羅地獄
歌 - GAKURO / セリフ - 郷里大輔（アシュラマン） / 作詞 - 森雪之丞 / 作曲 - 芹澤廣明 / 編曲 - 松井忠直
サンドモンスター
歌 - こおろぎ'73 / セリフ - 佐藤正治（サンシャイン） / 作詞 - 吉田健美 / 作曲 - 風戸慎介 / 編曲 - 田中公平

## ゲーム
『キン肉マンII世 新世代超人VS伝説超人』では、サンシャイン、ザ・ニンジャが登場している。次回作に当たる『キン肉マン ジェネレーションズ』ではアシュラマンも登場している。
『キン肉マンII世 超人聖戦史』では黄金のマスク編のストーリー終了後、属性ゲージが一定以下なら仲間にできる。また主人公が選んだルートにより扱いが分かれる。以下にそれを示す。
- 正義ルート

キン肉マンに代わり主人公がスニゲーター、プラネットマンと連戦。ウォーズマンの体内では主人公、キン肉マン、テリーマン、ジェロニモが残りの4人と対戦する。
- 中立ルート

主人公がウォーズマンの体内での闘いにて、4人のうち1人と戦闘可能。
『キン肉マン マッスルグランプリ』シリーズでは、アーケード版にてザ・ニンジャ、アシュラマン、サンシャインが登場。移植版の『キン肉マン マッスルグランプリMAX』より残りの3人が登場している。
『ぱちんこキン肉マン 夢の超人タッグ編』でのマッスルタッグトーナメントでは以下のタッグが登場する。
- はぐれ悪魔超人コンビ - アシュラマン、サンシャイン
- 漆黒の武士道コンビ - ザ・ニンジャ、ザ・魔雲天
- ヘル・レプテリアンズ - スニゲーター、アトランティス
- エア・デビルズ - プラネットマン、スプリングマン
- 血殺カリスマティック - ジャンクマン、ミスター・カーメン

はぐれ悪魔超人コンビ以外はオリジナルタッグとなる。